# Creu de terme del Lloret
La Creu de terme del Lloret és una creu de terme d'Ulldecona (Montsià) inclosa a l'Inventari del Patrimoni Arquitectònic de Catalunya.

## Descripció
És una creu de terme situada al davant de la capella de Lloret, en el creuer del camí de l'Olivera i de l'antiga carretera de Vinaròs. Està formada per una graonada de pedra, un fust de secció vuitavada sobre el que descansa un capitell esculturat i la creu, també esculturada, com a coronament. La creu és una còpia de l'original, destruït a la Guerra Civil, i presenta l'escena de Crist Creu clavat a una de les cares, amb dues figures femenines a banda i banda, i a l'altra cara, la Verge amb el Nen i un sant a cada costat. Els braços s'ornamenten amb fronda o fullatge. El perllongament inferior de la creu i el capitell semblen originals, amb els relleus més gastats. El primer té decoració vegetal esquemàtica i el segon un relleu historiat que l'envolta.

## Història
A. Ferré indica que la creu es trobava a la Plaça de la Mera l'any 1935, segons consta a una fotografia, però A. Bastardes la va fotografiar l'any 1923 en el lloc on es troba actualment. Va ser escollida per a ésser reproduïda al Poble Espanyol de Barcelona el 1929. El juliol de 1936 va ser parcialment destruïda, i posteriorment es van recollir les restes i disposades a la biblioteca. Amb aquestes restes, la reproducció del Poble Espanyol i diverses fotografies, l'Escola-Taller d'Art de Barcelona va fer un duplicat, amb un pressupost de 152.416,32 pts. La nova creu es va inaugurar el 5 de setembre de 1966, encara que s'havia reposat el 1965.
Consta que la Creu de les Ventalles es va destruir al mateix temps que aquesta, i és possible que passés el mateix amb les altres. A la base de la creu hi ha la inscripció: "Histórica cruz de Término repuesta y bendecida el 10 de Julio de 1965".

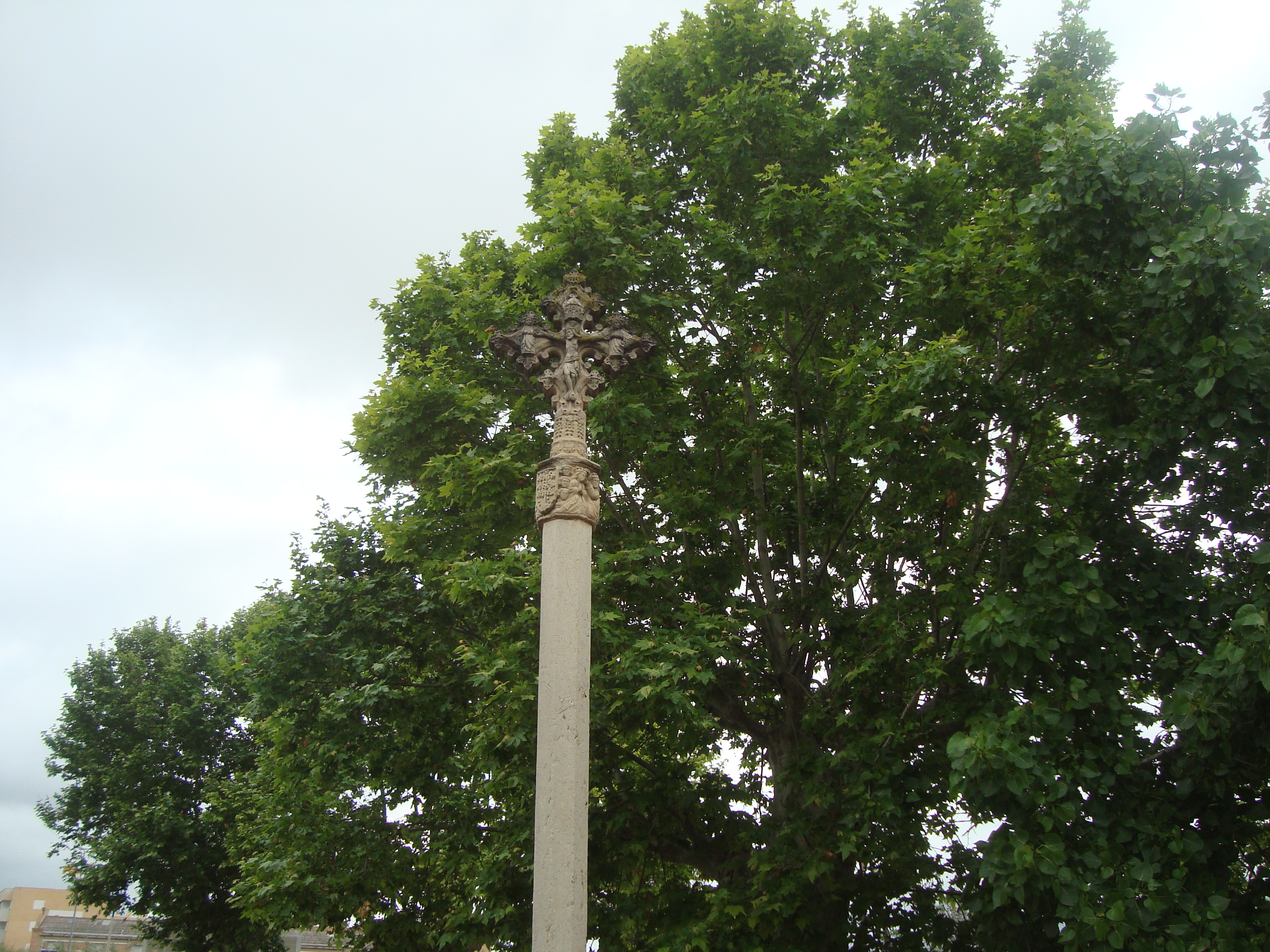
Creu de terme del Lloret
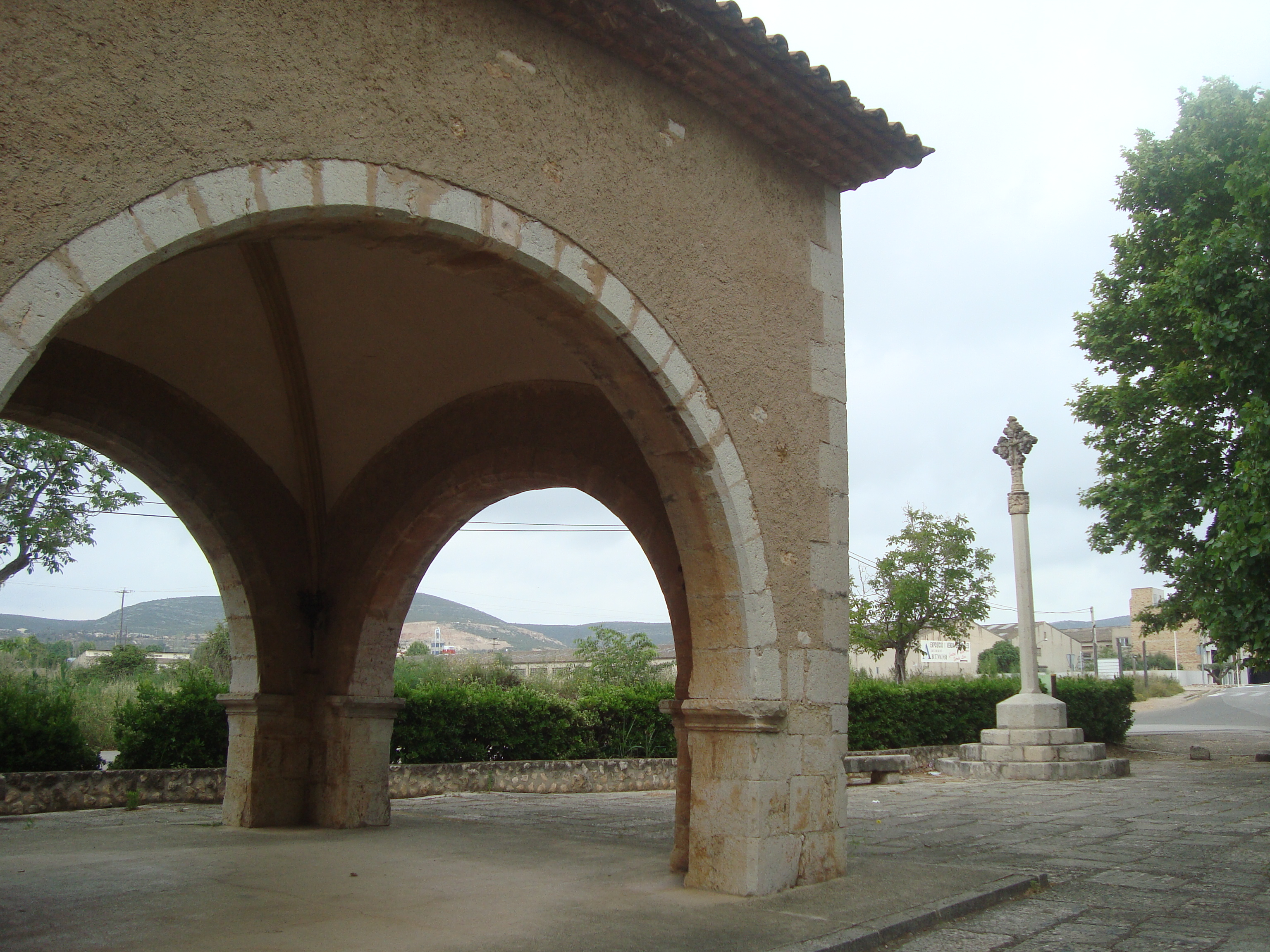
Creu de Terme i Ermita de la Mare de Déu de Loreto
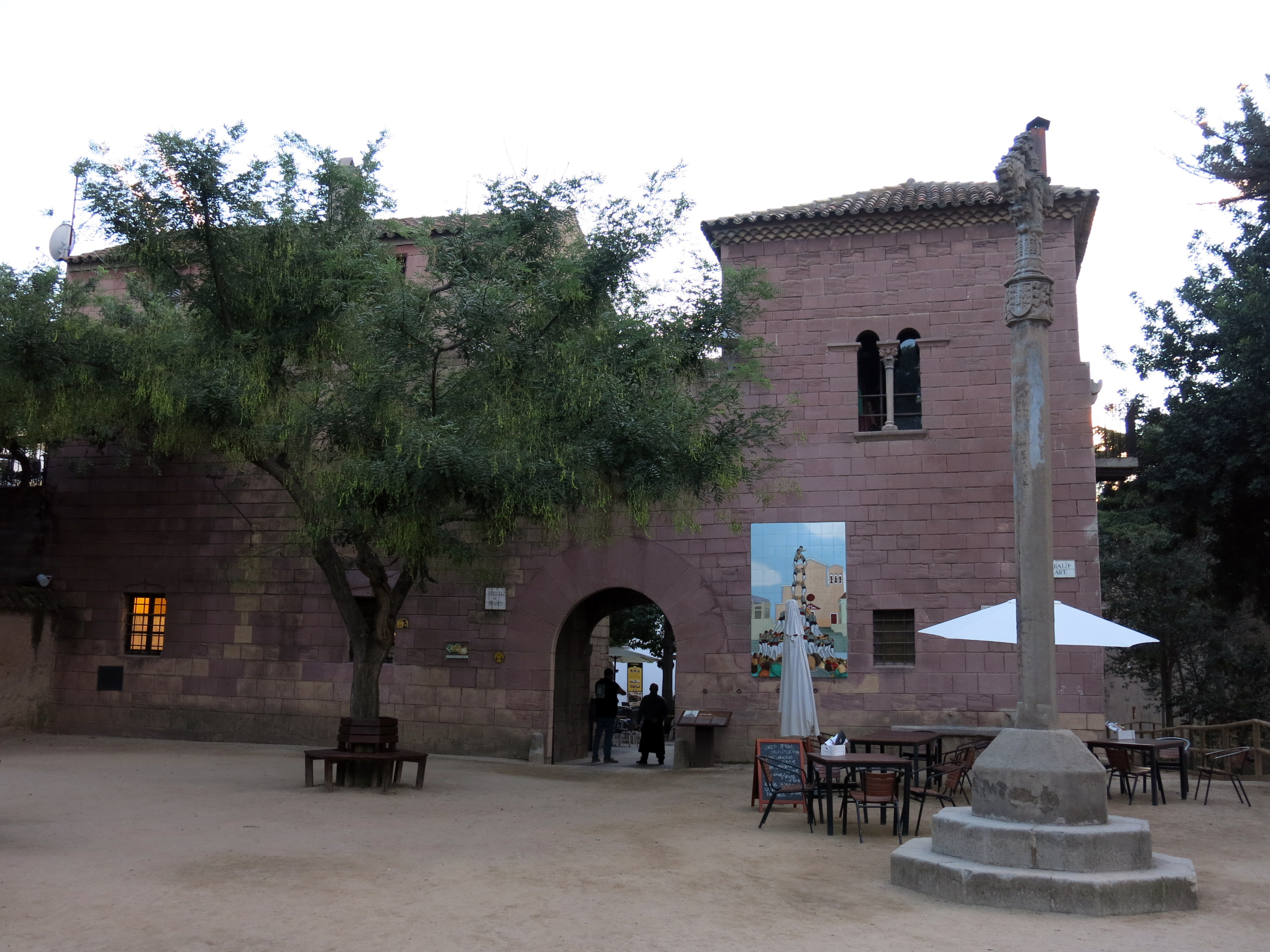
La reproducció al Poble Espanyol de Barcelona